# Цар скорпіонів 2: Сходження воїна
Цар скорпіонів 2: Сходження воїна (англ. The Scorpion King 2: Rise of a Warrior) — пригодницький фільм 2008 року режисера Рассела Малкехі.

## Сюжет
Велике царство Аккад процвітає в межиріччі річок Тигр і Євфрат. Воїни з давнього ордена захисників Аккада — Чорні скорпіони, відомі на весь світ, як вірні і відважні охоронці, послугами яких користуються найбільші монархи Стародавнього світу. Цар Хамурапі править Аккадом. Метаес, молодий воїн побачив смерть свого батька, який перейшов дорогу відомому воєначальнику Саргону. Метаес знає, хто є винним у смерті свогобатька, Чорного скорпіона Ашшера. Тепер він стає членом цього могутнього ордену і обіцяє помститися за смерть батька, осягнувши вершини бойового мистецтва. Саме так починається шлях хлопчика до великого і відважного воїна і в майбутньому — Царя скорпіонів.

## Акторський склад
| Актор             | Роль                 |
| ----------------- | -------------------- |
| Майкл Копон       | Метаес               |
| Ренді Кутюр       | Саргон               |
| Карен Девід       | Лейла                |
| Том Ву            | Фонг акробат з Китаю |
| Саймон Квотерман  | Арі грецький поет    |
| Андреас Висневскі | Поллукс              |
| Наталі Беккер     | богиня Астарта       |
| П'єр Маре         | Матаес в юності      |
| Пітер Батлер      | Ашшер батько Матаеса |
| Джеремі Кратчлі   | Бальдо               |
| Шейн Мані         | Джесуп               |